# Maggie Björklund

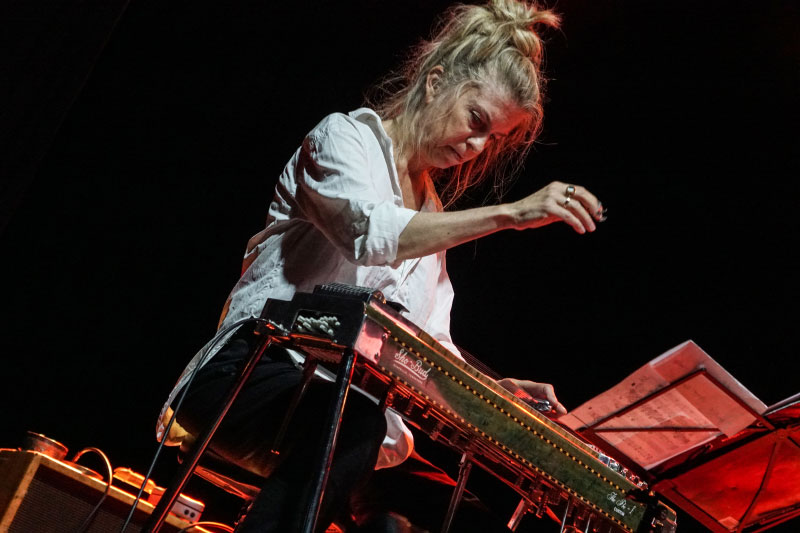
Maggie Björklund (2020)

Maggie Björklund ist eine dänische Gitarristin. Sie spielte erst E-Gitarre als Studiomusikerin sowie in der Frauenband The Darleens und für die experimentelle Pop-Band Miss B Haven, um dann eine Solokarriere mit der Pedal-Steel-Gitarre einzuschlagen. Dafür komponiert, spielt und singt sie als Singer-Songwriterin Musik, die im Genre Folk wie Alt-Country verortet werden kann.

## Leben und Werk
Björklund wurde in Dänemark geboren und wuchs in Kopenhagen auf. Sie begann ihre Karriere als Berufsmusikerin als Studio-Gitarristin in Hollywood, unter anderem für Jack White, mit dem sie auch tourte. Zusammen mit ihrer Country-Band The Darleens bekam sie in Dänemark einen Plattenvertrag von Sony. 2011 wechselte sie von der E-Gitarre zu Pedal-Steel und veröffentlichte ihr erstes Solo-Album. 2011 und 2012 trat sie bei South by Southwest auf. Ihre melancholische Musik, die an Italo-Western und Folk erinnert, wurde als „psychedelischer Desert-Pop“ bezeichnet, „…the sound after the gunfight“.

## Diskografie
- 2011 Coming Home (Bloodshot)
- 2014 Shaken (Bloodshot)